# Паша (приток Нырзы)
Паша (Большая Паша) — река в Пинежском районе Архангельской области, левый приток реки Нырза (бассейн Пинеги и Северной Двины). Длина реки — 10 км.
Река замерзает в конце октября — ноябре, вскрывается в конце апреля — мае. Питание смешанное, с преобладанием снегового.